# Никольское (Смольковский сельсовет)
Нико́льское — деревня в Городецком районе Нижегородской области. Входит в состав Смольковского сельсовета.